# Who's That Girl (film)
Who's That Girl è un film commedia statunitense del 1987 diretto da James Foley e interpretato da Madonna.

## Trama
Il giovane avvocato Louden Trott, alla vigilia del suo matrimonio con Wendy, una delle ragazze più facoltose della città, riceve due incarichi dal suo capo, nonché suo futuro suocero: prendere in custodia un raro gatto dal valore inestimabile e accompagnare Nikki Finn, una ragazza accusata e incarcerata ingiustamente per l'omicidio del fidanzato e uscita di prigione per buona condotta, fino alla fermata dell'autobus per accertarsi che faccia ritorno a Filadelfia.
Ma il "gatto" si rivela essere un rarissimo puma bianco, e Nikki, decisa a rifarsi un nome, si mette sulle tracce di chi l'ha fatta arrestare, trascinando l'avvocato nelle sue peripezie. Alla fine Nikki scoprirà che il mandante dell'omicidio del fidanzato è proprio il suocero di Louden e, precipitatasi al matrimonio, rivela tutto davanti agli invitati, riuscendo a mandare il colpevole in galera e assicurandosi l'amore del giovane avvocato.

## Distribuzione e accoglienza
Il film inizialmente sarebbe dovuto uscire col titolo Dungeon ("La prigione"), ma la produzione lo considerò inadatto alla storia.
Il film è uscito nelle sale americane il 9 agosto 1987 e negli Stati Uniti ha incassato circa 7 milioni di dollari.
Alla première americana, a Times Square, nel distretto newyorkese di Manhattan, furono presenti circa 10 000 fan della cantante, un vero record di presenze, con uno schieramento di oltre 100 uomini delle forze dell'ordine.
Le performance di Madonna e Griffin Dunne furono elogiate dalla critica, sottolineando l'eccentrico talento comico della cantante, ma il film fu quasi unanimemente stroncato.

## Colonna sonora
Madonna interpreta quattro brani della colonna sonora: Who's That Girl, Causing a Commotion, The Look of Love e Can't Stop. Alcuni spezzoni del film furono utilizzati per il videoclip dell'omonima canzone.